# Петар Јакшић
Петар Јакшић (Београд, 20. јул 2001) српски је ватерполиста.

## Каријера
Играо је за Партизан. Од 2024. године наступа за Раднички из Крагујевца.
Уврштен је у састав репрезентације Србије за Олимпијске игре 2024. године у Паризу. Његов рођени брат је Никола Јакшић, капитен ватерполо репрезентације Србије.
Освојио је златну медаљу са репрезентацијом Србије на Олимпијским играма у Паризу 2024. године, у финалу Србија је победила Хрватску са 13:11.